# بردة رش (أرومية)
بردة رش هي قرية في مقاطعة أرومية، إيران. عدد سكان هذه القرية هو 315 في سنة 2006.